# Mario Szegedy
Mario Szegedy (23 de octubre de 1960) es un informático teórico húngaro, profesor de ciencias de la computación en la Universidad de Rutgers.
Recibió su Ph.D. en ciencias de la computación en 1989 en la Universidad de Chicago.
Las áreas de investigación de Szegedy incluyen la complejidad computacional y la computación cuántica.
Ha sido galardonado con el Premio Gödel dos veces, en 2001 y 2005, por su trabajo en pruebas probabilísticamente demostrables, y en el espacio de complejidad de aproximación de los momentos de frecuencia en flujos de datos.